# Smalto (odontoiatria)

1.Dente 2.Smalto 3.Dentina 4.Polpa dentaria 7.Cemento 8. Corona

Lo smalto dentale è la sostanza che ricopre la corona, ovvero la zona del dente esposta all'ambiente orale. Non è un tessuto, ma un derivato tissutale prodotto durante l'amelogenesi da cellule di origine ectodermica.
Lo smalto è la sostanza più dura del nostro corpo. A livello delle cuspidi dentali ha uno spessore di 2,5 mm, nella porzione cervicale si riduce a 0,5 mm.

## Proprietà[1][2]
Lo smalto è il tessuto più esterno della corona del dente: è a contatto con la cavità orale e per questo è il tessuto più mineralizzato dell’organismo, presentando una percentuale di minerale di 96-98%, composta principalmente da fosfato di calcio sotto forma di idrossiapatite e, in minor misura ma comunque superiore rispetto ad altri tessuti mineralizzati, fluoroapatite, maggiormente resistente alla dissoluzione in ambiente acido. Il restante 2-4% è costituito da acqua e proteine come le amelogenine e le enameline che non sono distribuite in modo omogeneo nel contesto dello smalto e creano quindi differenze di densità e durezza . Lo smalto può resistere al carico masticatorio, e grazie all'elasticità della dentina sottostante non si frattura facilmente e avendo un’origine ectodermica si presenta quindi come avascolare e acellulare, cioè non possiede vasi e cellule e non è perciò capace di ripararsi o accrescersi una volta che è stato secreto ed è maturato.
Lo smalto, inoltre, non ha lo stesso spessore in tutta la corona del dente e varia anche nei diversi tipi di denti: è più spesso a livello dei margini occlusali e nelle cuspidi e avvicinandosi verso il colletto diventa sempre più sottile; nella dentizione adulta, ha uno spessore maggiore a livello dei molari, diversamente dagli incisivi.
Lo smalto non presenta un colore, ma è traslucido per la mineralizzazione, quindi il colore del dente che vediamo è quello della dentina sottostante, ed è sempre la dentina che può conferire sfumature più sul grigio, giallo, rossastro, marrone o bianco, a seconda della nostra eredità genetica o di eventuali contaminanti che vi sono fissati durante l'amelogenesi (es. gli antibiotici tetracicline). Lo smalto partecipa però alla tonalità del colore che il nostro occhio vede perché devia la luce (rifrazione) in vari modi, infatti il dente, sottoposto a differenti fonti luminose, pare avere colori diversi. L’aspetto del dente cambia a seconda dello spessore dello smalto e del grado di mineralizzazione di esso, poiché mineralizzazione e traslucenza sono direttamente proporzionali: le aree di ipomineralizzazione appaiono infatti più opache e quindi più bianche. Uno dei segni precoci di carie è infatti la presenza sullo smalto di una piccola zona opaca, detta white spot.
I denti decidui presentano un grado di mineralizzazione inferiore rispetto a quelli permanenti e quindi appaiono più bianchi e più opachi. Essendo composto in prevalenza da fosfato calcio, i cibi con pH inferiore a 5.5 possono danneggiarlo e per lo stesso motivo, il danno è maggiore se questi cibi sono assunti tutti i giorni e tenuti in modo prolungato in bocca (es. mangiare in continuazione, masticare gomme zuccherate, sorseggiare bevande gassate oppure l'effetto abrasivo sui denti quando si mastica frutta in grandi quantità, invece di privilegiare i succhi e l'assunzione con cannuccia, che non viene a contatto con i denti).

## Struttura[1][2]

Struttura dello smalto al microscopio

Osservando lo smalto, soprattutto con il microscopio elettronico a scansione, è evidente che la sua superficie non sia omogenea, ma ci sono entità più o meno cilindriche parallele, i prismi, che sono l'unità strutturale dello smalto e percorrono quasi tutto il suo spessore, con l'eccezione dello strato a ridosso dalla giunzione amelo-dentinale e dei cumuli delle linee di embricatura tra le perichimazie sulla superficie laterale della corona. Ciascun prisma, formato da fasci di cristalli di idrossiapatite, è costituito da una testa slargata di forma vagamente esagonale e una coda più sottile. I prismi sono disposti parallelamente fra loro ma sfalsati rispetto a quelli della fila precedente o successiva, questo perché ogni prisma viene generato da un ameloblasto che ha la forma di un prisma allungato a base esagonale e, nel contesto dell'epitelio adamantino interno di cui fa parte, assume con quelli limitrofi una geometria a nido d'ape. Nello smalto superficiale i prismi hanno un orientamento quasi perpendicolare alla superficie dello smalto medesimo.
I prismi (da 4 a 13 milioni secondo i denti) si estendono per tutto lo spessore dello smalto, descrivendo ellissi che decorrono dalla giunzione tra smalto e dentina fino alla superficie libera. I responsabili della formazione dei prismi sono gli ameloblasti, che tramite lunghe propaggini cellulari (processi del Tomes) producono ciascuno un diverso prisma, e sono quindi responsabili dell'orientamento radiale dei prismi stessi.
Lo smalto interprismatico è la porzione di smalto dentale posto tra i prismi che ne costituiscono la parte principale. Esso è caratterizzato da cristalli con direzione più variabile e quindi con una minore compattezza rispetto a quelli del prisma. Tra cristalli dello spazio interprismatico si interpone una maggiore quantità di proteine dello smalto, il che gioca un ruolo importante nella cariogenesi.
Se lo si osserva nel senso della sua lunghezza, ogni prisma presenta una striatura trasversale che si ripete ogni 4 micrometri: nell’insieme queste strie rappresentano le linee di accrescimento circadiano, poiché si vengono a formare ogni 24 ore durante il processo di deposizione dello smalto. La formazione di tali striature è riconducibile a due teorie differenti:
1) È possibile che ogni 24 ore cambi la composizione dello smalto per motivi non noti, cioè aumenta la quantità di carbonato di calcio rispetto al fosfato di calcio.
2) Ogni 24 ore l’ameloblasto restringe la propria superficie portando a un restringimento del calibro del prisma che appare come una linea scura.
Oltre alle striature trasversali lo smalto presenta le strie di Retzius, linee oblique che percorrono i prismi dal basso verso l’alto, dalla giunzione fra smalto e dentina verso la superficie e che si ripetono ogni 20-80 micrometri dello spessore dello smalto; essendo la crescita giornaliera dello smalto di 4 micrometri, queste si formano ogni 5-20 giorni circa. Le strie di Retzius sono caratteristiche del singolo individuo, poiché per quell’individuo la distanza delle strie è uguale per tutti i denti.
L’origine delle linee di accrescimento non è ancora ben nota, ma probabilmente sono dovute a un brusco sbandamento rispetto all'asse longitudinale che si verifica durante l’amelogenesi da parte degli ameloblasti, che poi tornano alla posizione iniziale. Questo movimento è contemporaneo a tutti gli ameloblasti di un individuo, perciò tutti i prismi presentano la medesima onda. Questo fenomeno è probabilmente utile per concatenare maggiormente tra loro i prismi e questo rende lo smalto più resistente ai traumi meccanici della masticazione.
Le strie di Retzius sono più evidenti nei denti permanenti e assenti nello smalto prenatale; per quanto riguarda i denti decidui, invece, la linea neonatale separa lo smalto formato prima della nascita da quello che si deposita successivamente.
Le strie hanno andamento particolare, nelle zone dei margini a livello del colletto dove lo smalto è più sottile queste arrivano fino in superficie e determinano delle solcature che vengono chiamate perichimazie. Nelle superfici occlusali/cuspidali dei denti, dove lo smalto è più spesso, le strie di Retzius hanno andamento diverso perché non arrivano in superficie ma girano ad ansa e tornano indietro prima di raggiungere la superficie dello smalto.
Inoltre nei ⅔ profondi dello smalto sono presenti le bande di Hunter-Schreger, che possono essere osservate solamente al microscopio a luce polarizzata, con il quale si osserva l’alternarsi di bande chiare e scure. Si pensa che questo fenomeno sia dovuto a leggere ondulazioni dell'asse dei prismi che, a seconda dell'angolo di incidenza con il raggio di luce polarizzata, risultano oscuri (monorifrangenti) o luminosi (birifrangenti).

### Struttura superficiale dello smalto umano
La corona del dente sembra piuttosto liscia ma in realtà, soprattutto nella zona cervicale in cui lo smalto è più sottile, presenta solchi e rilevatezze. I solchi sono le perichimazie, dovute al fatto che le strie di Retzius arrivano in superficie nelle porzioni in cui lo smalto è più sottile. Tra due solchi si trova una rilevatezza che è anche chiamata linea di embricatura. Si trovano a livello delle porzioni sottili dei denti permanenti, mentre sono assenti nei denti decidui: ciò accade non solo perché nello smalto deposto prima della nascita mancano le strie di Retzius, ma anche perché il terzo superficiale dello smalto dei denti decidui è privo di prismi (smalto aprismatico). Inoltre osservando con un maggiore ingrandimento la zona delle linee di embricatura, si può notare che la superficie non è liscia ma possono presentarsi delle zone dove possono esserci delle rilevatezze e delle zone dove, invece, ci sono delle depressioni. Queste rilevatezze sono dette cappucci dello smalto e sono zone di iperproduzione dello smalto, mentre le depressioni sono delle fossette dello smalto, zone di ipomineralizzazione. Sulla superficie dello smalto sono presenti anche dei forami puntiformi che sono più piccoli rispetto alle fossette e rappresentano piccoli difetti di amelogenesi da parte di un singolo ameloblasto: corrispondono quindi alla mancanza della parte più superficiale di un singolo prisma.

## Anomalie dello smalto[1][2]
Alcune irregolarità che si possono presentare nello smalto sono ad esempio i ciuffi, Ie lamelle e i fusi dello smalto:
- Ciuffi dello smalto: presenti quasi in tutti i denti, sono linee più scure che partono dalla giunzione amelo-dentinale e si allungano per 30-40 micrometri dentro lo smalto. Si riconoscono al microscopio come dei sottili nastri ondulati e sono causati da un riassorbimento incompleto della sostanza organica che è rimasta nella regione più profonda dello smalto durante la fase di maturazione di quest’ultimo. Per questo motivo, in tali zone sono rimaste acqua e proteine che non sono state rimpiazzate da cristalli di apatite. Sono un reperto fisiologico comune ed essendo piccole e profonde non hanno una rilevanza patologica.
- Lamelle dello smalto: regione interprismatica estesa in cui non avviene una corretta maturazione dello smalto: qui permane un eccesso di matrice organica e quindi ipomineralizzazione, che rende lo smalto più fragile. Le lamelle si estendono per tutto lo spessore dello smalto fino alla giunzione con la dentina e sono molto più lunghe dei ciuffi. Hanno una rilevanza patologica perché, estendendosi nello smalto a tutto spessore, possono portare a rottura/frattura dello smalto e quindi ad una via d’ingresso per i batteri della carie che possono arrivare fino alla dentina.
- Fusi dello smalto: difetto di deposizione dello smalto. Gli odontoblasti presentano prolungamenti intorno ai quali si sviluppa la dentina, mentre di fronte agli ameloblasti si forma lo smalto. Può accadere che, durante il periodo di contemporanea produzione di dentina e smalto, nel momento in cui avviene la scomparsa della membrana basale che divide ameloblasti ed odontoblasti, un prolungamento odontoblastico possa varcare il confine e penetrare nello spazio di pertinenza dello smalto. Questo prolungamento viene mineralizzato tutto intorno: il fuso appare quindi come un canalicolo a fondo cieco nello smalto profondo che è la continuazione di un tubulo dentinale. I fusi, pur rappresentando una zona di ipomineralizzazione, sono troppo piccoli e radi per avere rilevanza patologica.